# Megaphobema mesomelas
Megaphobema mesomelas là một loài nhện trong họ Theraphosidae.
Loài này thuộc chi Megaphobema. Megaphobema mesomelas được Octavius Pickard-Cambridge miêu tả năm 1892.

## Hình ảnh

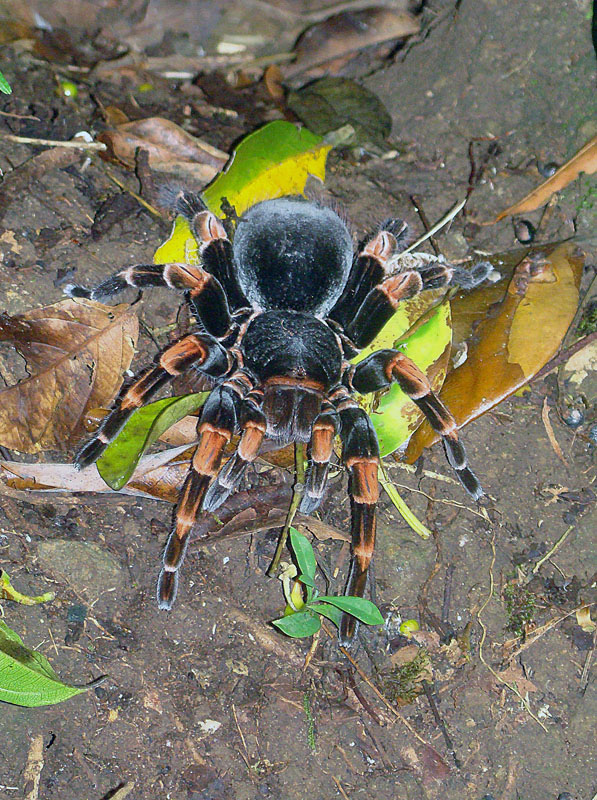